# پاسیفائه
پاسیفائه (به یونانی: Πασιφάη)، در اسطوره‌های یونان، دختر هلیوس و پرسئیس است.
با مینوس، پادشاه کرت ازدواج کرد و فرزندان بسیاری به دنیا آورد. عاشق گاوی شد، با آن نزدیکی کرد و مینوتاروس را زایید.